# The Outlaw Josey Wales
The Outlaw Josey Wales is een Amerikaanse western uit 1976 onder regie van Clint Eastwood.
Het scenario van de film is gebaseerd op de roman The Rebel Outlaw: Josey Wales (1973) van Forrest Carter (in 1975 opnieuw uitgegeven onder de titel Gone to Texas). The Outlaw Josey Wales was een gigantisch succes in bioscoop en bracht 31,8 miljoen dollar op. In 1996 werd de film geselecteerd voor conservatie in het National Film Registry van de Library of Congress.

## Verhaal
Josey Wales is een arme, vreedzame boer in Missouri. De Amerikaanse Burgeroorlog is uitgebroken en het leger van de zuidelijke staten bevecht die van het noorden. Wales heeft besloten buiten de oorlog te blijven, maar helaas voor hem vindt de oorlog zijn boerderij. Een groepje ongeregelde soldaten, Jay-Hawkers of Redlegs, vechtend aan de kant van de noordelijken onder leiding van senator James Lane, overvalt de boerderij en doodt de vrouw en zoon van Wales. Wales zelf raakt gewond en wordt voor dood achtergelaten.
Later voegt Wales zich bij een groepje ongeregelde zuidelijke soldaten, de zogenaamde Bushwhackers, guerrilla's onder leiding van William T. "Bloody Bill" Anderson. Hij vecht dapper mee tot er een einde komt aan de burgeroorlog. Kapitein Fletcher, die is overgelopen naar de Redlegs onder leiding van Kapitein Terrill, eist de overgave van de Bushwackers en belooft ze amnestie maar Josey wantrouwt de beloften van Fletcher en verstopt zich. Zijn maten geven zich wel over en worden in een hinderlaag gelokt en doodgeschoten. Als Wales dit ziet verovert hij een Gatling-mitrailleur en maait verscheidene Redlegs neer. Vervolgens vlucht Wales en de woedende senator Lane zet een prijs van 5000 dollar op zijn hoofd. Achtervolgd door de Redlegs en premiejagers zet Wales koers naar Texas om daar een nieuw leven te beginnen. Onderweg verzamelt Josey een divers groepje volgelingen om zich heen. Niet dat de voormalige rebel dat wil, hij reist liever alleen, maar vanwege ongewone omstandigheden. Zo redt hij het leven van een oude Cherokee-indiaan, Lone Watie, en bevrijdt hij een oude vrouw, Sarah, en haar kleindochter Laura Lee, uit de handen van Comancheros.
De groep vindt rust in een oude boerderij die is gebouwd om aanvallen van indianen te kunnen weerstaan. Terrill en zijn Redlegs weten Josey en zijn groepje echter te lokaliseren. In een vuurgevecht rondom de boerderij schakelt Josey vrijwel alle Redlegs uit. De overgebleven Redlegs vluchten. Josey Wales achterhaalt Terrill en vecht met hem. Hij raakt gewond maar weet de leider van de Redlegs toch te doden. Een aantal vrienden van Josey in een bar in Santo Rio, dicht bij de boerderij, vangt hem op en verzorgt zijn wonden. Als een groepje Texas Rangers samen met kapitein Fletcher arriveert, vertellen de vrienden van Josey dat hij is gedood in een vuurgevecht in Monterrey, Mexico. De Rangers accepteren het verhaal en reizen verder, maar Fletcher blijft wantrouwig. Hij zegt dat hij naar Mexico zal gaan om Wales te zoeken. Als hij wegrijdt, komt Josey tevoorschijn en ondanks de protesten van zijn vrienden, rijdt hij weg..

## Rolverdeling
| Acteur          | Personage        |
| --------------- | ---------------- |
| Clint Eastwood  | Josey Wales      |
| Dan George      | Lone Watie       |
| Sondra Locke    | Laura Lee        |
| Bill McKinney   | Terrill          |
| John Vernon     | Fletcher         |
| Paula Trueman   | Oma Sarah        |
| Sam Bottoms     | Jamie            |
| Geraldine Keams | Little Moonlight |
| Woodrow Parfrey | Avonturier       |
| Joyce Jameson   | Rose             |
| Sheb Wooley     | Travis Cobb      |
| Royal Dano      | Ten Spot         |
| Matt Clark      | Kelly            |
| John Verros     | Chato            |
| Will Sampson    | Ten Bears        |

## Voorgeschiedenis
In 1973 schreef Forrest Carter de roman The Rebel Outlaw: Josey Wales. Het boek werd in een kleine opgave (75 stuks) uitgeven door een uitgeverij in Arkansas. Carter stuurde een exemplaar naar Clint Eastwood in de hoop dat de acteur/regisseur interesse zou hebben in de filmrechten. Eastwoods vaste producent, Robert Daley, die als een soort zeef fungeerde voor dit soort verzoeken las de begeleidende brief en kreeg interesse. Hij gaf het boek aan Eastwood en raadde aan het te lezen. Eastwood gaf gehoor aan het verzoek en was erg onder de indruk van The Rebel Outlaw: Josey Wales. Hij kocht de filmrechten van Carter voor zijn eigen productiemaatschappij Malpaso. Hij liet het scenario schrijven en huurde Philip Kaufman in voor de regie. Kaufman had The Great Northfield Minnesota Raid (1972) geregisseerd, een van de favoriete films van Eastwood. Nadat Eastwood de film had geregisseerd, probeerde Forrest Carter meer van zijn boeken aan hem te verkopen. Tijdens die onderhandelingen kwam aan het licht dat Forrest Carter eigenlijk Asa Carter was. Asa Carter was in de jaren vijftig en zestig van de vorige eeuw actief geweest als aanhanger van de Ku Klux Klan, hij was een antisemiet en voorstander van rassenscheiding. Ook was hij politiek actief en schreef speeches voor politicus George Wallace ook een voorstander van rassenscheiding. Na 1970 begon Carter afstand te nemen van zijn verleden, verhuisde en nam een andere voornaam aan. Maar de Washington Post kwam achter de waarheid. Toen hij dit hoorde nam Eastwood direct afstand van Forrest Carter. Ook andere Amerikanen waren geschokt dat de schrijver van boeken als The Education of Little Tree, een racist was.(The Education of Little Tree , zo bleek later, was de geheel verzonnen biografie van Carter die claimde dat hij een halfbloed Cherokee was. Het was een van de lievelingsboeken van Oprah Winfrey). Carter overleed in 1979 en zijn familie plaatste later een grafsteen waarop zijn echte naam, "Asa Earl Carter" stond vermeld.

## Scenario
Clint Eastwood gaf de roman van Forrest Carter aan scenarioschrijfster Sonia Chernus en producent Bob Daley van zijn productiebedrijf Malpaso. Later bewerkten Michael Cimino en Philip Kaufman het scenario nog een keer. Chernus was afgeweken van de roman en Kaufman wilde dat de film dicht bij de roman bleef. Met name het filmpersonage Josey Wales kreeg veel mee van het romanpersonage. Met name uitdrukkingen als: 'reckon', de uitspraak van het woord 'horse' (paard) als 'hoss' en 'ye' in plaats van 'you' (jij). Ook het kauwen van de tabak en het vervolgens weer uitspugen daarvan over zijn slachtoffers (en een enkele hond) komt rechtstreeks uit het boek. Kaufman handhaafde ook de invulling van de personages van Little Waite, Grootmoeder Sarah en haar kleindochter, Laura Lee.

## Acteurs
Het was een uitgemaakte zaak dat Eastwood de titelrol kreeg. Tenslotte was het Malpaso, het productiebedrijf van Eastwood, dat de filmproductie in gang had gezet. Het was dan ook niet zo vreemd dat Eastwood zich intensief met de selectie van de acteurs bemoeide. Zo kreeg zijn zoontje, Kyle, een klein rolletje als de zoon van Josey Wales. Eastwood was onder de indruk geweest van de acteerprestaties van Chief Dan George die een Oscarnominatie had gekregen voor zijn rol in de film Little Big Man (1970) van Arthur Penn. Volgens Eastwood was Chief Dan George de enige die de rol van Lone Watie kon spelen. Hij prees de acteur vanwege zijn vermogen om er het ene moment koninklijk uit te zien en het volgende moment als een verweesde puppy. Een ander genomineerde voor een Oscar, Sondra Locke, werd door Eastwood gekozen tegen de zin van regisseur Philip Kaufman. Locke zou de splijtzwam worden voor de samenwerking tussen Kaufman en Eastwood.

## Productie
Nog voordat het scenario klaar was begon cinematograaf Bruce Surtees samen met James Fargo en Fritz Manes locaties te zoeken. Uiteindelijk werden de volgende locaties geselecteerd: Glen Canyon, Paria, Kanab Movie Ranch in Kanab (Utah), Lake Powell, Mescal, (Arizona), Oroville (California) en Wyoming. De opnamen begonnen halverwege oktober 1975 en zouden acht weken duren. Al snel ontstond er onenigheid tussen Eastwood en Kaufman. Eastwood had een hekel aan regisseurs die meer tijd nodig hadden voor de opname van een scène dan strikt noodzakelijk. Hij was een leerling van Don Siegel een regisseur die altijd snel werkte en binnen het budget bleef. Kaufman ging echter zorgvuldig te werk en had oog voor de meest geringe details. Ze begonnen op elkaars humeur te werken en er ontstonden steeds grote meningsverschillen. Daarnaast ontstond er tussen beide mannen wrijving over Sondra Locke. Eastwood was verliefd geworden op zijn tegenspeelster, maar ook regisseur Kaufman was onder de indruk gekomen van Locke. Uiteindelijk begon de situatie onhoudbaar geworden en op 24 oktober werd Kaufman ontslagen door producent Robert Daley. Het ontslag van Kaufman deed een schokgolf ontstaan bij de vakbond van regisseurs in de VS (Directors Guild of America). Aangezien Kaufman zich met hart en ziel had ingezet voor de film en zijn ontslag alleen leek ingegeven op persoonlijke meningverschillen, zag men geen echte reden voor dit ontslag. Eastwood weigerde echter Kaufman terug te nemen en hij kreeg een boete van 60.000 dollar. De Directors Guild nam een nieuwe regel op, beter bekend als 'The Clint Eastwood Rule', waarin staat dat 'als een producent een regisseur ontslaat en zelf de regie overneemt hij een boete krijgt'. Eastwood betaalde de boete en nam de regie over. Verdere incidenten bleven uit en de film werd binnen de gestelde planning afgerond. Het enige probleem dat Eastwood moest oplossen was dat Chief Dan George problemen kreeg met het onthouden van zijn tekst. Eastwood liet de acteur improviseren en de oude man die van nature een goede verhalenverteller was, ontpopte zich ook tot een goede improvisator.

## Historie en fictie
Het personage Josey Wales is gebaseerd op Bill Wilson, een boer die een legende werd in de staat Missouri tijdens de Amerikaanse Burgeroorlog. Tijdens deze oorlog was de staat Missouri verdeeld in aanhangers van het zuiden en het noorden. Wilson was neutraal en bewerkte het land bij zijn boerderij bij Corn Creek in de omgeving van Edgar Springs in Missouri. Nadat een groepje noordelijke soldaten zijn boerderij had overvallen, voegde Wilson zich bij de ongeregelde militie van William T. Anderson, bijgenaamd Bloody Bill, ook een man die echt heeft bestaan. Wilson kreeg na de oorlog een prijs op zijn hoofd en vluchtte naar Texas. De tegenstander van Wales in de film, kapitein Fletcher, is gebaseerd op kapitein Dave Poole, tijdens de Amerikaanse Burgeroorlog lid van Ouantrill's Raiders. Na de oorlog assisteerde Poole de regering van de VS om de rebellen te ontwapenen en zich te laten overgeven. De Redlegs uit de film bestonden ook echt. Ze kwamen uit de staat Kansas en vochten samen met het noordelijke leger. De Redlegs droegen de rode slobkousen, waaraan ze hun naam dankten (redlegs=rode benen).